# Enrico di Joyeuse
Enrico di Joyeuse (Parigi, 21 settembre 1563 – Rivoli, 28 settembre 1608) è stato un nobile francese.

## Biografia
Figlio di Guglielmo II di Joyeuse e fratello di Anne e del cardinale François, sposò Catherine de la Vallette nel 1581, ne ebbe una figlia, ma presto la consorte morì e Henri si ritirò nel convento cappuccino di Saint-Honoré. Nel 1592 morì suo fratello Antonio de Joyeuse, così Henri divenne capo della lega cattolica. Nel 1596 fu creato maresciallo di Francia da Enrico IV di Francia. Combinò il matrimonio di sua figlia Caterina con Enrico di Montpensier, dopodiché ritornò in convento (1599).
Nel 1608 Enrico (Angelo in religione) si recò a Roma per essere eletto definitore generale dell'Ordine e morì a Rivoli, mentre si accingeva a tornare in Francia.